# Волынец, Александр Викторович
Александр Викторович Волынец (укр. Олександр Вікторович Волинець; 9 октября 1974, Тернополь, УССР, СССР) — украинский пловец и тренер. Мастер спорта Украины международного класса по плаванию. Призёр чемпионатов мира и Европы.

## Биография
Александр Волынец родился 9 октября 1974 года в Тернополе. С 1981 по 1991 год учился в Тернопольской СОШ. Окончил Тернопольский приборостроительный институт (ныне Тернопольский национальный технический университет имени Ивана Пулюя), получив специальность инженера-механика.
С 1996 по 1997 год проходил срочную службу в армии. С 1997 по 2003 год служил в СКА (Спортивный клуб армии) в должности спортсмена-инструктора. С 2003 по 2012 год в ФСО «Динамо» Тернопольской области на должности спортсмена-инструктора. В 1997 году стал членом сборной команды Украины. Его тренерами были — Н. Катаева, В. Ратушняк, О. Евграфов, И. Сивак, Р. Закала.
Работает на общественных началах в Тернопольском отделении Национального Олимпийского Комитета Украины. Председатель комиссии атлетов Тернопольского отделения НОК.